# Guy Hocquenghem
Guy Hocquenghem (Boulogne-Billancourt, 10 dicembre 1946 – Parigi, 28 agosto 1988) è stato un sociologo e scrittore francese, teorico e studioso dei processi culturali.

## Biografia
Nacque da Alexis Hocquenghem (1908-1990), matematico e professore di matematica al Conservatoire National des Arts et Métiers, e Madeleine Deschênes (1906-1999), insegnante di letteratura al Lycée Marie-Curie di Sceaux. Suo nonno, Gustave Joseph Hocquenghem, marito di Alice Meyer, figlia di Charles Meyer e Rosalie Lévy, nato a Bruxelles (Belgio) il 30 agosto 1882, fu un elettricista belga.
Studiò al Lycée Lakanal di Sceaux e poi al Lycée Henri-IV di Parigi. La sua famiglia visse a Châtenay-Malabry. Al liceo Henri-IV frequentò le lezioni di filosofia di René Schérer, con il quale, all'età di quindici anni, ebbe una storia d'amore e poi d'amicizia. In seguito con lui scrisse diversi libri. Come i suoi genitori, entrò nella rue d'Ulm nel 1966. Qui scrisse una tesi sulle "firme degli scultori greci nel Peloponneso" per il Diplôme d'études supérieures, ma non prese l'agrégation, contrariamente alla prassi seguita in questa istituzione.

### Militanza politica
Inizialmente fu attivista dell'Unione degli Studenti Comunisti (UEC) e del Partito Comunista Francese (PCF), a cui aderì nel 1962. Si unì alla Jeunesse Communiste Révolutionnaire (JCR) sin dalla sua creazione, un gruppo trotskista, all'epoca composto principalmente da persone escluse dall'UEC, che contestavano la linea del PCF. Hocquenghem scrisse articoli per la rivista dell'organizzazione, Avant-garde jeunesse. Partecipò all'occupazione della Sorbona nel maggio 1968, alla redazione della rivista Action e, più in generale, al movimento del maggio 1968.
Fu escluso dalla Ligue communiste alla sua fondazione, nel 1969, come diversi suoi compagni, durante un'assemblea generale tenutasi alla Facoltà di Medicina, durante la quale fu personalmente definito "mao-spontex" (cioè spontaneista e anti-organizzativo). Si interessò poi alla Rivoluzione culturale lanciata nel 1966 in Cina da Mao Zedong per consolidare il suo potere facendo leva sulla gioventù del Paese - scrisse poi, in Après-Mai des faunes, che lui e i suoi compagni erano "poco informati" sulla situazione cinese. All'Università di Censier ha partecipato a diversi esperimenti politici che rivendicavano il maoismo libertario, scrivendo Construisez vous-même vos rêves, votre sensibilité (Costruite i vostri sogni, la vostra sensibilità) su Tout!, la rivista del gruppo Vive la révolution, diretta da Tiennot Grumbach.
All'inizio degli anni settanta, come spiega nel film di Carole Roussopoulos sul FHAR, alcuni compagni gli impedirono di partecipare alle operazioni di propaganda nella fabbrica Renault di Flins a causa della sua omosessualità e del suo aspetto, temendo che ciò "avrebbe scioccato gli operai".
Nel 1986, Guy Hocquenghem scrisse nella sua Lettre à ceux qui sont passés du col Mao au Rotary (Lettera a coloro che sono passati dal collare di Mao al Rotary): "Conosco i processi e le esclusioni, li ho subiti tutti. Escluso dai trotzkisti, i maoisti mi hanno picchiato".

### Militanza per la causa omosessuale
Nel 1971 divenne uno dei leader del Front homosexuel d'action révolutionnaire (FHAR), un movimento radicale che denunciava non solo il dominio subito dalle minoranze sessuali nella società, ma anche e soprattutto l'omofobia della sinistra radicale, e affermava il posto delle lotte omosessuali all'interno delle lotte rivoluzionarie. In diversi resoconti (in particolare L'Amphithéâtre des morts, un'opera autobiografica incompiuta pubblicata postuma nel 1994), trattò degli insulti e i soprusi subiti all'interno dell'estrema sinistra a causa della propria omosessualità.
Il 10 gennaio 1972 pubblicò su Le Nouvel Observateur un autoritratto in cui annunciò di essere omosessuale. Divenne così uno dei primi omosessuali francesi a fare coming out sulla stampa ed a manifestare pubblicamente il proprio orientamento sessuale. La madre rispose con una lettera pubblicata sul numero del 17 gennaio della stessa rivista. Nello stesso anno pubblicò Il desiderio omosessuale (Le Désir homosexuel), libro manifesto della "rivoluzione" omosessuale, considerato uno dei testi fondanti della teoria queer. In questo testo, introdotto dal filosofo René Schérer, Hocquenghem riconosceva nell'omosessualità una minaccia al complesso edipico e al sistema capitalistico. Nel 1973, sotto la direzione di Félix Guattari, coordinò un numero della rivista Recherches intitolato Trois milliards de pervers: grande encyclopédie des homosexualités (Tre miliardi di pervertiti: Grande Enciclopedia delle omosessualità), dedicato all'omosessualità. Poco dopo la pubblicazione, le copie del numero furono sequestrate dalle autorità francesi e ne fu ordinata la distruzione. Guattari venne multato di 600 franchi per il suo ruolo nella creazione del numero.
Alle elezioni legislative del 1978, Hocquenghem fu il vice di Alain Secouet, massone trentenne, attivista e candidato sotto la bandiera della Différence homosexuelle. Dissero: "Non abbiamo un programma, chiediamo solo la soppressione delle leggi discriminatorie - che noi otterremo. Lo scopo per noi è mostrarci a viso scoperto".
Fu autore di numerosi interventi sull'omosessualità, in particolare sulla trasformazione, il riconoscimento sociale e la "normalizzazione" dell'omosessualità, normalizzazione che lo preoccupò. Nel 1979, insieme al regista Lionel Soukaz, scrisse una storia dell'omosessualità, intitolata Race d'Ep!. Sebbene questa storia dell'omosessualità sia soggettiva, è uno dei primi film e libri pubblicati in Francia a proporre una storia del comportamento omosessuale. In particolare, Hocquenghem e Soukaz tornano sulla deportazione degli omosessuali durante la Seconda guerra mondiale, all'epoca negata e che gli attivisti volevano fosse riconosciuta.
Collaboratò alla rivista Gai Pied.

### Il rapporto con il femminismo
La creazione del Front homosexuel d'action révolutionnaire, che contribuì a fondare, fu reso possibile dallo sviluppo del femminismo, oltre che dalla messa in discussione post-sessantotto che politicizzò la sessualità e le questioni prima considerate private. Nella rivista L'homme et la société, Sébastien Chauvin scrisse in particolare: "Per diversi mesi, il futuro Front homosexuel d'action révolutionnaire (FHAR) fu quindi quasi esclusivamente femminile e solo nel febbraio 1971 i gay si unirono alle sue file. Il movimento delle donne è infatti, insieme al movimento per i diritti civili americano e alla sinistra antistalinista, uno dei tre modelli politici del movimento di liberazione gay".
Antoine Idier, autore del libro Les vies de Guy Hocquenghem, ricordò come, nonostante le tensioni o i disaccordi con le attiviste femministe o con particolari posizioni, Guy Hocquenghem "non ha mai smesso di riconoscere il debito delle attiviste omosessuali nei confronti delle attiviste femministe, e ha persino cercato di riflettere sui loro disaccordi". La ricercatrice citò anche le testimonianze di attiviste femministe all'epoca della morte di Guy Hocquenghem, ad esempio quella di Françoise d'Eaubonne, la quale scrisse che all'interno del FHAR "l'attivista 'era spesso un elemento moderatore, che cercava di calmare gli attriti tra i due clan', cioè gli attivisti che provenivano dal MLF e quelli che si erano uniti a loro in seguito".

### Carriera letteraria
Dal 1975 al 1982 lavorò per il quotidiano Libération. Fu docente di filosofia all'Università di Vincennes-Paris-VIII, accanto a René Schérer, Gilles Deleuze e François Châtelet, nel dipartimento fondato da Michel Foucault. Nel 1974 discusse una tesi in filosofia all'Università di Vincennes dal titolo Volutions: la révolution culturelle en Europe. Questa tesi comprendeva, da un lato, il libro Le Désir homosexuel e, dall'altro, un insieme di testi inediti che furono pubblicati da Grasset nel 1974 con il titolo L'Après-Mai des faunes (con una prefazione di Gilles Deleuze).
Negli anni ottanta scrisse una serie di romanzi che riscossero un buon successo di critica. I suoi romanzi affrontano in particolare i temi dell'omosessualità, delle soggettività minoritarie, del rapporto con la medicina, della fine della vita. Fu anche autore di saggi letterari con René Schérer, come Co-ire, sulle rappresentazioni dell'infanzia, e l'Âme atomique, contenente una riflessione estetica. Pamphletista, nel 1979 scrisse anche La Beauté du métis e Lettre ouverte à ceux qui sont passés du col Mao au Rotary  (Lettera aperta a coloro che sono passati dal collare di Mao al Rotary), in cui denunciava la negazione delle proprie idee da parte dei suoi ex compagni di militanza.

### La morte
Morì di AIDS nell'estate del 1988, all'età di quarantuno anni. Le sue ceneri sono conservate nel colombario del cimitero di Père-Lachaise. Nel resoconto della sua morte, avvenuta il 29 agosto 1988 da parte di Antenne 2, lo scrittore Gabriel Matzneff, uno dei suoi amici lo descrisse come un "uomo scintillante" e ne elogiò il "talento molto libero, molto indipendente ". Le memorie (incompiute) di Guy Hocquenghem vennero pubblicate postume nel 1994.